# 聶桂芳
聶桂芳（1562年—1604年），號瑶峰，廣東廣州府南海县人。明朝政治人物、易三房進士出身。

## 生平
萬曆十六年（1588年）戊子科廣東鄉試舉人，十七年（1589年）己丑科三甲七十一名進士。刑部觀政，六月授任南直隶南陵县知县，二十二年擢升户部主事，二十四年丁憂歸。二十七年起補工部主事，二十八年管杭州抽分，三十年升员外郎，本年管街道，三十二年再管街道，本年卒于京师。

## 家族
曾祖聶喜。祖父聶颜。父聶時英。